# Maga dichroa
Maga dichroa är en insektsart som beskrevs av Bolívar, I. 1918. Maga dichroa ingår i släktet Maga och familjen gräshoppor. Inga underarter finns listade i Catalogue of Life.